# Bucht von Sarangani
Die Bucht von Sarangani ist ein Teil der Celebessee und  befindet sich an der südlichen Küste der Insel Mindanao auf den Philippinen. Die Bucht hat eine Fläche von 449 km² und eine mittlere Tiefe von 350 Metern. Das Kap Tampuan in Maasim und das Kap Sumbang in Glan bilden den Eingang in die Bucht. Die Bucht hat eine Küstenlänge von ca. 79 km. An ihr liegen die Städte und Gemeinden Malapatan, Maasim, Glan, Malungon, Alabel und General Santos City. 
Im Hinterland der Westküste der Bucht erhebt sich das Daguma-Gebirge, in dem der 1.828 Meter hohe Mount Parker von der Küste aus sichtbar ist. Im Osten der Bucht erhebt sich das zerklüftete Malalag-Gebirge. In die Bucht fließt eine Vielzahl von Flüssen und Bächen, von diesen sind der Glan-, der Siguel-, der Lun-Masala-, der Sinawal-, der Silway- und der Buayan River die Hauptzuflüsse.  
Der bedeutendste Hafen der Bucht ist General Santos City. Daneben liegen die Küsten der philippinischen Provinzen Sarangani und South Cotabato entlang dieser Bucht. 
Die 1992 neu gegründete Provinz Sarangani ist nach dieser Bucht benannt. 
Sie ist ein interessantes Touristenziel für Taucher und bekannt für die darin vorkommende Fischart des Milchfisches.
Die Bucht und die Gewässer in der Celebessee vor den Gemeinden Maitum, Kiamba, Maasim wurden am 5. März 1995 auf einer Fläche von 2159,50 km² Sarangani Bay Protected Seascape erklärt.

## Mythologie
Der Name entstammt einer Legende nach von einem abenteuerlustigen Sohn der Familie der Sangil aus Indonesien. Dieser kam auf seinen Seefahrten oft in das Sultanat von Buayan (heute General Santos City), dem Stammsitz der Maguindanaos. 
Der herausstechende Charakter des jungen Mannes soll die Leute derart beeindruckt haben, dass sie ihm zu Ehren die Bucht nach ihm benannten. 